# Virginia Slims of Houston 1984
Il Virginia Slims of Houston 1984 è stato un torneo di tennis giocato sul sintetico indoor. È stata la 14ª edizione del torneo, che fa parte del Virginia Slims World Championship Series 1984. Si è giocato al Westside Tennis Club di Houston negli Stati Uniti, dal 30 gennaio al 5 febbraio 1984.

## Campionesse

### Singolare
Hana Mandlíková ha battuto in finale  Manuela Maleeva con il punteggio di 6–4, 6–2

### Doppio
Mima Jaušovec /  Anne White hanno battuto in finale  Barbara Potter /  Sharon Walsh con il punteggio di 6–4, 3–6, 7–6